# Melochia nudiflora
Melochia nudiflora är en malvaväxtart som beskrevs av Standley och L. O. Williams. Melochia nudiflora ingår i släktet Melochia och familjen malvaväxter. Inga underarter finns listade i Catalogue of Life.